# Hauseigentümerverband
Der Hauseigentümerverband (kurz: HEV) ist ein Schweizer Verband von Hauseigentümern und Stockwerkeigentümern und mit rund 340'000 Mitgliedern einer der grössten Vereine in der Schweiz.
Gegründet wurde der Verband 1915 in Aarau als Zentralverband Schweizerischer Haus- und Grundbesitzervereine. Der älteste Teilverband war der 1868 gegründete Hausbesitzerverein von Birsfelden.
Der Verband setzt sich auf allen Ebenen für die Förderung und Erhaltung des Wohn- und Grundeigentums in der Schweiz ein. Die Mitglieder des Hauseigentümerverbandes können kostenlose telefonische Rechtsauskünft zu Themen wie Nachbarrecht, Stockwerkeigentum oder Mietrecht erhalten.
Präsident ist seit 2024 der SVP-Nationalrat Gregor Rutz. Zuvor war seit 2012 der ehemalige SVP-Nationalrat Hans Egloff Präsident. 
Direktor ist seit 2018 der SVP-Landrat Markus Meier, er folgte auf den langjährigen Direktor Ansgar Gmür.
Seit 1919 erscheint die Verbandszeitung Der Schweizerische Hauseigentümer. Die Zeitung erscheint 22-mal jährlich (Auflage: 317'418 Exemplare, 606'000 Leser) und liefert Informationen zum Wohn- und Grundeigentum.
Politisch vertritt der HEV rechtsbürgerliche, oft SVP-nahe Positionen. So lehnt er beispielsweise das Klima- und Innovationsgesetz ab. Das linkere und grünere Pendant zum HEV ist der Verband Casafair mit über 14'000 Mitgliedern.